# Louis Perrée (homme politique)
Pour les articles homonymes, voir Louis Perrée.
Louis Marie Perrée, né le 13 mars 1816 à Paris où il est mort le 16 janvier 1851, est un avocat, homme politique français républicain, directeur du Siècle, maire du 3e arrondissement de Paris en 1848, et député de la Manche.

## Biographie
Louis-Marie Perrée est fils de Nicolas François Louis Perrée (1785-avant 1830), négociant et banquier à Paris et de Clémence Tellier (+ août 1816). Il est petit-fils de Pierre-Nicolas Perrée-Duhamel, maire de Granville, membre du Conseil des Anciens et du Tribunat et régent de la Banque de France - dont il avait été l'un des fondateurs - et également de Joseph Marie Vial, caissier du remboursement des billets de la Banque de France; il est aussi arrière-petit-fils de Jean Perrée, maire de Granville.
Licencié en droit à la Faculté de Paris, il rédige quelques ouvrages, dont une traduction des Nuits de Young, et investit une partie de sa fortune, en 1840, dans le journal le Siècle, dont il devient directeur gérant et rédacteur en chef, lui valant les attaques de la part du ministère Guizot. La prise de position du journal contre la condamnation du publiciste Michel Auguste Dupoty (1797-1864) conduit à l'interdiction de publication des comptes-rendus des séances de la Chambre des Pairs. Louis Marie Perrée est donc condamné à son tour à un mois de prison et à payer une amende de 10 000 francs, le 19 janvier 1842, pour délit de presse. Plus tard, Léon Plée lui succédera à la direction.
Entré dans le comité électoral du 3e arrondissement de Paris, et devenu capitaine de la 3e légion de la garde nationale, il poursuit sa lutte contre la Monarchie de Juillet. Participant aux événements de février 1848, il dégage, à la tête de sa compagnie, le général Bedeau, cerné sur le boulevard par le peuple révolté. Il est porté maire du 3e arrondissement et membre de la commission chargée du change des billets de banque en espèces.
Après une tentative infructueuse aux législatives de 1846, face au monarchiste Hippolyte Alphonse Quénault, il est élu, le 23 avril 1848, 14e représentant de la Manche sur 15 à l'Assemblée constituante, où il siège au comité des finances jusqu'au 26 mai 1849. Tentant d'éviter l’effusion de sang, lors des émeutes des Journées de Juin, il vote au Parlement pour le bannissement de la famille d’Orléans et les poursuites contre Louis Blanc - mais contre celles visant Marc Caussidière - en faveur de l'abolition de la peine de mort, contre l'impôt progressif, pour la Constitution, mais contre sa sanction par le peuple.
Souffrant depuis quelque temps d'une affection qui avait eu sa cause première dans des travaux excessifs, Louis-Marie Perrée prend un peu de repos à la fin de l'année 1850. Il avait repris son travail depuis une quinzaine de jours lorsqu'il meurt d'une attaque d'apoplexie foudroyante à l'âge de trente-cinq ans dans la nuit du 15 au 16 juin 1851 à Paris. Il est inhumé dans la 22ème division du cimetière du Père-Lachaise.

## Sources
- « Louis Perrée (homme politique) », dans Adolphe Robert et Gaston Cougny, Dictionnaire des parlementaires français, Edgar Bourloton, 1889-1891 [détail de l’édition]
- C.-M. Lesaulnier, Biographie des neuf cents députés à l’Assemblée nationale, Paris, Garnier, 1848, 2e éd., 556 p. (lire en ligne), p. 259-61.